# Batalla de Zadar
La batalla de Zadar (en croata: Bitka za Zadar ) fue un enfrentamiento militar entre el Ejército Popular Yugoslavo ( Jugoslovenska Narodna Armija, o JNA), apoyado por el óblast autónomo serbio croata de Krajina (), y la Guardia Nacional croata ( Zbor Narodne Garde, o ZNG), con el apoyo de la policía croata. La batalla se libró al norte y al este de la ciudad de Zadar, Croacia, en la segunda quincena de septiembre y principios de octubre de 1991 durante la guerra de independencia de Croacia. Aunque las órdenes iniciales del JNA eran levantar el asedio croata de los cuarteles del JNA en la ciudad y aislar la región de Dalmacia del resto de Croacia, las órdenes se modificaron durante la batalla para incluir la captura del puerto de Zadar en el centro de la ciudad. El avance del JNA fue apoyado por la Fuerza Aérea y la Armada de Yugoslavia.
Los combates cesaron el 5 de octubre, cuando los beligerantes alcanzaron un acuerdo de alto el fuego después de que el JNA llegara a las afueras de Zadar y bloqueara todas las rutas terrestres hacia la ciudad. Las negociaciones posteriores dieron como resultado la retirada parcial del JNA, la restauración del acceso por carretera a Zadar a través de la carretera del Adriático y la evacuación de las instalaciones del JNA en la ciudad. El JNA logró una parte de sus objetivos declarados; mientras bloqueaba el puente Maslenica (la última ruta terrestre entre la capital croata de Zagreb y Zadar), una carretera a través de la isla de Pag (que dependía de un ferry ) permanecía abierta. La guarnición del JNA Zadar fue evacuada como resultado de las negociaciones, pero el ZNG capturó varios puestos relativamente pequeños del JNA en la ciudad. El puerto nunca fue capturado por el JNA, aunque fue bloqueado por la Armada yugoslava.
Los combates de septiembre y octubre causaron la muerte de 34 civiles en Zadar a causa de los bombardeos de artillería. Posteriormente, Croacia acusó a 19 oficiales del JNA implicados en la ofensiva de crímenes de guerra contra la población civil; fueron juzgados, condenados in absentia y sentenciados a prisión.

## Antecedentes
Después de la derrota electoral de 1990 del gobierno de la República Socialista de Croacia, las tensiones étnicas entre croatas y serbios de Croacia empeoraron, y el Ejército Popular Yugoslavo ( Jugoslovenska Narodna Armija, o JNA) confiscó las armas de Defensa Territorial de Croacia (Teritorijalna obrana o TO) para minimizar la resistencia. El 17 de agosto estalló una revuelta abierta entre los serbios croatas, centrada en las áreas predominantemente pobladas por serbios del interior dálmata cerca de Knin y partes de Lika, Kordun, Banovina y Eslavonia .
Después de dos intentos fallidos de Serbia (con el apoyo de Montenegro y las provincias serbias de Vojvodina y Kosovo ) para obtener la aprobación de la Presidencia yugoslava para una operación del JNA para desarmar a las fuerzas de seguridad croatas en enero de 1991 y una escaramuza incruenta entre insurgentes serbios y la policía especial croata en marzo el JNA (apoyado por Serbia y sus aliados) pidió a la Presidencia federal que le diera poderes en tiempo de guerra y declarara el estado de emergencia. La solicitud fue denegada el 15 de marzo y el JNA quedó bajo el control del presidente serbio Slobodan Milošević . Milošević, que prefería la expansión de Serbia a la preservación de Yugoslavia, amenazó con reemplazar al JNA con un ejército serbio y declaró que ya no reconocía la autoridad de la Presidencia federal. La amenaza hizo que el JNA reemplazara gradualmente los planes para preservar Yugoslavia con la expansión serbia. A fines de marzo, el conflicto se intensificó después de las primeras muertes durante un incidente en los lagos de Plitvice . El JNA intervino, apoyando a los insurgentes e impidiendo que interviniera la policía croata. A principios de abril, los líderes de la revuelta serbia en Croacia declararon su intención de integrar el área bajo su control con Serbia; Esto fue visto por el Gobierno de Croacia como una intención de separarse de Croacia.
A principios de 1991, Croacia no tenía un ejército regular; para reforzar su defensa, el país duplicó su personal policial a unos 20.000. La parte más eficaz de la fuerza fue la policía especial de 3.000 efectivos, desplegada en 12 batallones con estructura militar; entre 9.000 – 10.000 policías de reserva organizados regionalmente se agruparon en 16 batallones y 10 compañías independientes. Aunque la mayoría estaba equipada con armas ligeras, una parte de la fuerza estaba desarmada. En mayo, el gobierno croata respondió formando la Guardia Nacional croata ( Zbor narodne garde, o ZNG), pero su desarrollo se vio obstaculizado por un embargo de armas de las Naciones Unidas (ONU) introducido en septiembre.

## Preludio
En abril y principios de mayo, las tensiones étnicas en Zadar y el norte de Dalmacia se intensificaron tras el aumento de las actividades de sabotaje dirigidas a las comunicaciones, la red de distribución de electricidad y otras propiedades. El 2 de mayo, la situación siguió deteriorándose tras los asesinatos de policías croatas en Borovo Selo y de Franko Lisica (miembro de la policía especial croata) en el pueblo de Polača (cerca de Zadar) por parte de las tropas de la Región Autónoma Serbia de Krajina (SAO Krajina). La noticia provocó disturbios en Zadar ese día, con multitudes marchando por el centro de la ciudad exigiendo armas para enfrentarse a los serbios croatas y rompiendo los escaparates de las tiendas propiedad de empresas serbias y de serbios que vivían en la ciudad. Las empresas de propiedad croata en Knin fueron destruidas en represalia durante la noche del 7 al 8 de mayo. El JNA tomó un papel activo en los eventos en las cercanías de Benkovac el 19 de mayo, distribuyendo un folleto con los nombres de 41 croatas elegidos para su ejecución inmediata y proporcionando armas a las fuerzas de la SAO Krajina en la zona. A finales de mayo, el conflicto se intensificó gradualmente y hubo intercambios de fuego de mortero.
Desde finales de junio hasta julio, el norte de Dalmacia fue testigo de escaramuzas armadas diarias, pero no de combates reales; no obstante, la creciente intensidad del conflicto en la región (y en otros lugares de Croacia) hizo que los residentes de Zadar construyeran refugios antibombas. Las autoridades de la SAO Krajina llamaron a filas a tres unidades del TO en el interior de Zadar el 11 de julio (un día después del tiroteo mortal contra una patrulla de la policía croata en la zona de Zadar), y a finales de julio el 9.º Cuerpo del JNA (Knin) comenzó a reclutar a la población serbia en Benkovac para reforzar sus filas. El 1 de agosto, Croacia desplegó dos batallones de la 4.ª Brigada de Guardias de la ZNG en Kruševo (cerca de Obrovac); dos días más tarde entraron en combate con las fuerzas de la SAO Krajina TO y la policía, el primer enfrentamiento de la Guerra de Independencia croata en la región. Los crecientes apetitos de la SAO Krajina se anunciaron a mediados de agosto, cuando Milan Martić, uno de sus líderes, habló de una conquista planeada de Zadar. A finales de ese mes, el JNA se puso abiertamente del lado de la SAO Krajina. El 26 de agosto, las tropas y la artillería del 9.º Cuerpo (Knin) (al mando del jefe del Estado Mayor, el coronel Ratko Mladić) atacaron el pueblo de Kijevo, avanzando con las fuerzas de la SAO Krajina para expulsar a todos los croatas del pueblo. Otro revés regional para Croacia fue la toma del puente de Maslenica por parte del JNA el 11 de septiembre, cortando el último enlace por carretera entre Dalmacia y el resto de Croacia.
El 14 de septiembre, la ZNG y la policía croata bloquearon y cortaron los servicios públicos de todas las instalaciones accesibles del JNA, comenzando la batalla de los Cuarteles . La medida afectó a 33 grandes guarniciones del JNA en Croacia y una serie de instalaciones más pequeñas (incluidos puestos fronterizos y depósitos de almacenamiento de armas y municiones), obligando al JNA a cambiar sus planes para la campaña croata .

## Cronología

### Septiembre
La campaña planeada del JNA incluía un avance en la zona de Zadar por parte del 9.º Cuerpo (Knin). El cuerpo comenzó sus operaciones contra el ZNG el 16 de septiembre; totalmente movilizado y preparado para el despliegue, se le encomendó la tarea de aislar Dalmacia del resto de Croacia. Para ello, sus unidades avanzaron con su eje principal dirigido a Vodice y los avances de apoyo dirigidos hacia Zadar, Drniš y Sinj. El empuje inicial pretendía crear las condiciones que favorecieran los ataques a Zadar, Šibenik y Split. El grueso de la 221.ª Brigada Mecanizada del Ejército Nacional de Yugoslavia, con su batallón de tanques T-34 de la Segunda Guerra Mundial sustituido por un batallón de tanques M-84 de la reserva del cuerpo, se comprometió con el eje principal del ataque y recibió el apoyo de elementos del TO de la SAO Krajina. El avance secundario (hacia Biograd na Moru) se asignó a la 180.ª Brigada Mecanizada (apoyada por el batallón T-34 desprendido de la 221.ª Brigada), al 557.º Regimiento de Artillería Antitanque Mixto y a elementos del SAO Krajina TO. Otros elementos de la 221.ª Brigada se separaron del eje principal y se encargaron de levantar el bloqueo del ZNG a las guarniciones del JNA en las zonas de Sinj y Drniš. La ofensiva general fue apoyada por el 9.º Regimiento Mixto de Artillería y el 9.º Batallón de Policía Militar. A pesar de su papel secundario inicial, la 180.ª Brigada de 3.000 efectivos se convirtió en la principal fuerza de ataque desplegada contra Zadar. La ciudad fue defendida por elementos de la 4.ª Brigada de Guardias, la 112.ª Brigada de Infantería, los batallones independientes Benkovac-Stankovci y Škabrnja del ZNG y la policía. Aunque el JNA estimó que los efectivos croatas eran aproximadamente 4.500, las unidades croatas estaban mal armadas. La defensa de la ciudad estaba al mando del Coronel Josip Tuličić, jefe del Sector Zadar de la 6.ª Zona Operativa (Split).
La ofensiva comenzó a las 16:00 horas del 16 de septiembre; para el segundo día, el comandante del 9.º Cuerpo (Knin) del JNA, el general de división Vladimir Vuković, modificó el plan inicial debido a la resistencia significativa de la ZNG y la policía croata (que se basó en las áreas pobladas y las características del terreno para contener al JNA). Los cambios de Vuković implicaron desviar parte de la fuerza para atacar Drniš y Sinj, descansando el resto de la fuerza atacante. Estas órdenes fueron confirmadas el 18 de septiembre por el comandante del Distrito Marítimo-Militar del JNA, el vicealmirante Mile Kandić. La Armada yugoslava inició un bloqueo de la costa adriática croata el 17 de septiembre, aislando aún más a Zadar, y el suministro de electricidad de la ciudad se cortó el primer día del ataque del JNA. El ZNG fue expulsado de Polača, hacia Škabrnja, el 18 de septiembre. Las fuerzas croatas capturaron siete instalaciones del JNA en Zadar, la más importante el cuartel y depósito de Turske kuće. Las capturas proporcionaron al ZNG unos 2.500 rifles, 100 ametralladoras M-53 y municiones, aunque la Fuerza Aérea Yugoslava bombardeó el cuartel el 22 de septiembre en un intento fallido de obstaculizar la retirada de las armas. Las armas capturadas reforzaron la defensa croata, pero los ataques del JNA al norte de la ciudad resultaron en un punto muerto; Las fuerzas croatas estaban demasiado dispersas para defender la ciudad y capturar los cuarteles restantes, y las guarniciones del JNA sitiadas eran demasiado débiles para escapar.
Después de esto, hubo una pausa en los combates en la zona de Zadar hasta finales de mes, con solo fuego esporádico de armas ligeras y escaramuzas menores. Durante ese período, los esfuerzos del JNA se concentraron en la Batalla de Šibenik y un avance hacia Sinj. Aunque el ZNG defendió a Šibenik y Sinj, perdió Drniš, abandonándolo antes de la llegada del JNA el 23 de septiembre. Durante la última semana de septiembre, el JNA volvió a centrarse en Zadar, intensificando el bombardeo de artillería de la ciudad y poniendo fin a su bloqueo naval el 23 de septiembre. El 29 de septiembre, el JNA avanzó hacia Zadar, capturando las aldeas de Bulić, Lišane Ostrovičke y Vukšić  y anunciando su intención de evacuar su cuartel de Zadar (que se vio afectado por deserciones).

### Octubre
Los combates se reanudaron el 2 de octubre, cuando un ataque de tanques e infantería del JNA contra Nadin -el punto más septentrional de la resistencia del ZNG en la zona de Zadar- fue rechazado. El 3 de octubre, la marina yugoslava restableció el bloqueo del Adriático. Ese día, el 9.º Cuerpo del Ejército Nacional de Yugoslavia (Knin) ordenó un nuevo avance hacia Zadar para aliviar los cuarteles del Ejército Nacional de Yugoslavia, destruir el ZNG (o expulsarlo de la ciudad) y capturar el puerto de Zadar en el centro de la ciudad. La fuerza de ataque fue aumentada por el 1er Batallón de la 592.ª Brigada Mecanizada. La ofensiva comenzó a las 13:00 horas del 4 de octubre, con el apoyo de la artillería y las fuerzas navales y aéreas. Las guarniciones del JNA asediadas en la ciudad, excepto la guarnición del cuartel de Šepurine, también proporcionaron apoyo de morteros y francotiradores. El 271.º Regimiento de Artillería Ligera y el 60.º Regimiento de Misiles Autopropulsados Medios de la Defensa Aérea Yugoslava, con base en Šepurine, rompieron el cerco croata y se unieron a la fuerza del JNA que avanzaba. Aunque la ZNG y la policía mantuvieron la ciudad e infligieron muchas bajas, en la noche del 4 al 5 de octubre Zadar estaba sitiada por el JNA; esto obligó a las autoridades croatas a solicitar un alto el fuego y a negociar.
El alto el fuego se acordó a las 16:00 horas del 5 de octubre y estaba previsto que comenzara dos horas más tarde; las negociaciones se fijaron para las 09:00 horas del día siguiente. Sin embargo, la lucha continuó; las negociaciones no se llevaron a cabo como se había planeado originalmente, y el JNA citó la movilización general croata como el motivo de su cancelación. Luego comenzaron dos días de negociaciones en la base aérea de Zadar el 7 de octubre. En las conversaciones participaron el comandante del JNA de Zadar, Vuković, el coronel Trpko Zdravkovski y el coronel Momčilo Perišić. El mayor Krešo Jakovina representó al Estado Mayor del HV en las conversaciones, y Tuličić representó al comando de defensa regional. Con aportaciones adicionales de los representantes civiles de Zadar, Ivo Livljanić y Domagoj Kero, el alto el fuego entró en vigor al mediodía del 10 de octubre. El 8 de octubre, durante las negociaciones, Croacia declaró su independencia de la SFR de Yugoslavia.

## Consecuencias

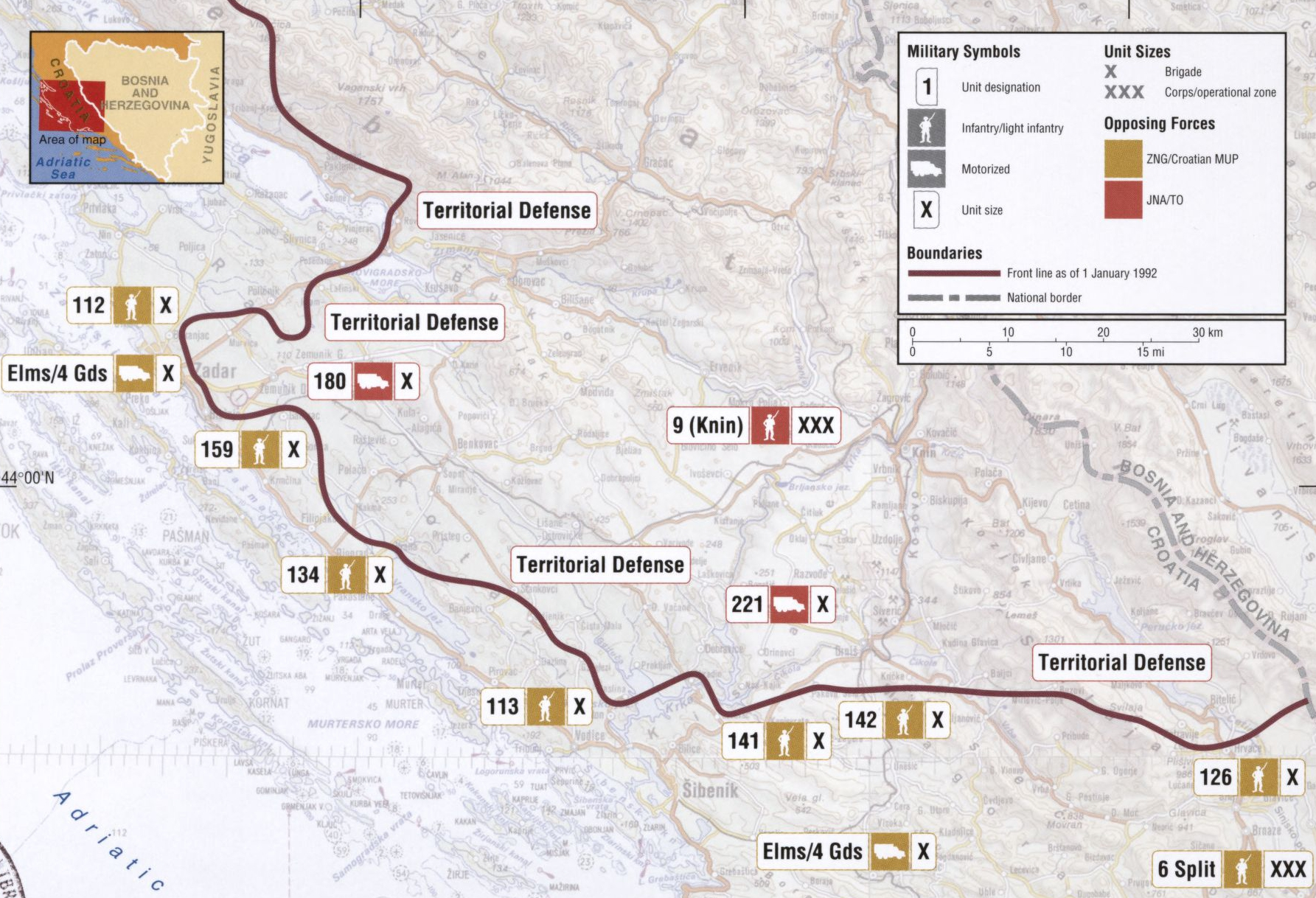
Dalmacia del Norte, enero de 1992

El noveno cuerpo del JNA (Knin) había completado una parte significativa de su tarea asignada antes de que comenzara la ofensiva general contra las fuerzas croatas en la segunda quincena de septiembre al capturar el puente Maslenica, que bloqueaba la carretera del Adriático y aislaba casi por completo a Dalmacia del resto. de Croacia. Este aislamiento fue reforzado por el bloqueo de la Armada Yugoslava, que duró hasta el 13 de octubre. Sin embargo, el acuerdo de alto el fuego puso fin al asedio del JNA y se abrió una ruta de suministro a Zadar a través de la carretera de la isla de Pag. El JNA permaneció en las afueras de la ciudad, amenazando las defensas del ZNG. Aunque el ZNG y la policía no pudieron resistir a las fuerzas del JNA (apoyadas por artillería y fuerzas blindadas), retuvieron Zadar; la ciudad celebra su defensa el 6 de octubre de cada año.
El acuerdo de alto el fuego también preveía la evacuación de la guarnición del JNA de Zadar. La evacuación, que abarcó seis cuarteles y 3.750 personas, comenzó el 11 de octubre y tardó 15 días en completarse. El JNA retiró 2.190 – 2.250 camiones cargados de armas y equipo y los efectos personales del personal del JNA y sus familias. El personal y el equipo evacuados debían ser retirados de suelo croata; el JNA cumplió, excepto su artillería (que se dejó principalmente para el TO de la SAO Krajina). El JNA también transfirió 20 camiones de armas a la SAO Krajina TO en la zona. El 18 de octubre, el Batallón Independiente Benkovac-Staknovci del ZNG se fusionó con el 1er Batallón de la 112.ª Brigada para crear la 134.ª Brigada de Infantería
Nunca se ha informado del número exacto de víctimas sufridas por la ZNG, la policía o el JNA; en Zadar, 34 civiles resultaron muertos y 120 estructuras dañadas por fuego de artillería durante septiembre y octubre de 1991. Un grupo de 19 oficiales del JNA, incluidos Perišić y Mladić, fueron juzgados en absentia y condenados por un tribunal croata por crímenes de guerra contra la población civil.

### Renovación de los combates
Después de que el JNA completase su evacuación de la guarnición de Zadar, su fuerza al norte de la ciudad se reagrupó y lanzó una nueva ofensiva el 18 de noviembre con unidades de infantería y blindadas (apoyadas por bombardeos de artillería y apoyo aéreo cercano ). El ataque tuvo como objetivo las aldeas de Škabrnja, Gorica, Nadin y Zemunik Donji . Škabrnja fue capturada el primer día después de un asalto aéreo por un batallón de la 63.ª Brigada de Paracaidistas del JNA, y Nadin cayó el 19 de noviembre. Durante e inmediatamente después del ataque a Škabrnja, el JNA y las fuerzas de apoyo de SAO Krajina TO mataron a 39 civiles y 14 soldados de ZNG en lo que se conoció como la masacre de Škabrnja. Algunos de los muertos fueron enterrados en una fosa común en el pueblo; veintisiete víctimas fueron exhumadas en 1995, después del final de la guerra. Otros siete civiles murieron en Nadin.
El 21 de noviembre, el JNA y la SAO Krajina TO destruyeron el puente Maslenica y comenzaron a reorientar su esfuerzo principal hacia Novigrad, Pridraga, Paljuv y Podgradina, en el flanco derecho del sector de Zadar. Esos esfuerzos culminaron el 31 de diciembre de 1991. – 1 de enero de 1992, cuando se capturaron los cuatro asentamientos. El 3 de enero, el JNA atacó Poličnik y Zemunik Donji, nuevamente amenazando la carretera a Pag y Zadar; sin embargo, los avances fracasaron. Zadar fue bombardeado por artillería durante la ofensiva. El 30 de diciembre de 1991 se elaboró un plan del 9.º Cuerpo (Knin) del JNA para avanzar hacia la costa del Adriático en Pirovac (al este de Zadar) con el nombre en clave Huelga 91 ( Udar 91 ), pero no se implementó. En este periodo se cometieron más crímenes de guerra por parte de las tropas de la SAO Krajina, incluyendo el asesinato de nueve civiles y un miembro del JNA en la masacre de Bruška el 21 de diciembre. Los combates se detuvieron de nuevo el 3 de enero, cuando entró en vigor un nuevo alto el fuego, basado en un plan de paz mediado por el enviado especial de las Naciones Unidas, Cyrus Vance
A principios de 1992, el Batallón Independiente Škabrnja se convirtió en el 1.º Batallón de la 159.ª Brigada de Infantería. El control del campo de batalla cambió ligeramente durante la noche del 22 al 23 de mayo de 1992, cuando las fuerzas croatas capturaron la colina de Križ (cerca de Bibinje, al sureste de Zadar); esto mejoró la seguridad a lo largo de la carretera del Adriático. Otro cambio tuvo lugar en enero-febrero de 1993, cuando las tropas croatas reconquistaron parte del interior de Zadar en la Operación Maslenica. El resto de la región fue reconquistada por Croacia durante la Operación Tormenta en agosto de 1995.